# Pteris pediformis
Pteris pediformis är en kantbräkenväxtart som beskrevs av Masahiro Kato och K. U. Kramer. Pteris pediformis ingår i släktet Pteris och familjen Pteridaceae. Inga underarter finns listade.